# Chiesa spagnola riformata episcopale

Stati con Chiese appartenenti alla Comunione di Porvoo. Le Chiese della Comunione anglicana sono contrassegnate da nomi in blu o viola, le Chiese luterane del nord da nomi rossi

La Chiesa spagnola riformata episcopale ((ES)  Iglesia Española Reformada Episcopal o IERE) è la branca spagnola della Comunione Anglicana. Questa Chiesa si considera una parte piena della Chiesa una, santa, cattolica ed apostolica, stabilita da Cristo ed i suoi apostoli; conserva la successione apostolica, il triplo ministero di vescovi, presbiteri e diaconi e i tre credi della Chiesa Primitiva.
Si sente moralmente continuatrice dell'antica Chiesa Ispanica; utilizza una sua propria liturgia: Liturgia Ispanica, Rito mozarabico o visigota, e conserva il sistema sacramentale (Battesimo, Santa Cena o Santa Comunione, confermazione, matrimonio, etc).. A causa della sua tradizione riformata la Chiesa Spagnola Riformata Episcopale, IERE, è una chiesa evangelica; e per la sua tradizione anglicana ha piena appartenenza nella Comunione Anglicana mondiale.  È parte attiva della Federazione di Entità Religiose Evangeliche di Spagna (FEREDE) e del Consiglio Mondiale delle Chiese. È in piena comunione con le chiese vetero-cattoliche e con le chiese luterane scandinave nella Comunione di Porvoo.
È stata organizzata nella seconda metà del XIX secolo dai membri dissidenti della Chiesa cattolica in Spagna che desideravano riformare il cattolicesimo sulla base dei principi della Riforma, e creare una genuina Chiesa Spagnola con successione apostolica.

## Liturgia
La Chiesa spagnola riformata episcopale utilizza una variante del Rito mozarabico (o altrimenti detto visigotico, ispanico, toledano o isidoriano). È questa una liturgia nata nel IV secolo nella Penisola iberica (più precisamente nelle regioni appartenenti all'antico regno visigoto di Toledo), che è stata praticata fino all'XI secolo nei territori ispanici, tanto in quelli cristiani, quanto in quelli musulmani. Ad esso si associa un tipo di canto, impropriamente chiamato canto mozarabico. Questo rito è stato promulgato nel IV Concilio di Toledo, presieduto da Sant'Isidoro di Siviglia, nel 633.(Dottore della Chiesa Cattolica)           

## Struttura
La Chiesa spagnola riformata episcopale ha un governo democratico di tipo sinodale. Il sinodo è la massima autorità della Chiesa, ed è integrato da rappresentanti del laicato e del clero. Le parrocchie sono rappresentate da un chierico e da un laico. Il sinodo sceglie la commissione permanente, organo che governa tra un sinodo ed un altro. Non è una chiesa con governo episcopale, come la cattolica romana, bensì una chiesa sinodale governata da un vescovo in sinodo. Cioè, il sinodo senza il vescovo non può fare niente, e così anche il vescovo senza il sinodo.
La sede della chiesa è a Madrid, presso la Cattedrale del Redentore, edificio in stile neogotico risalente al 1880 e prima cattedrale edificata a Madrid.
La Chiesa spagnola riformata episcopale è divisa in tre zone: Catalogna, Levante ed Isole Baleari, Andalusia e Canarie, Centro e Nord. Ci sono parrocchie appartenenti alla Chiesa spagnola riformata episcopale a Salamanca, Valencia, Barcellona, Valladolid, Siviglia, Oviedo, Tarragona, Murcia, Alicante e Madrid. Ci sono 22 parrocchie e 20 chierici (tra cui una donna).

## Vescovi
- Juan Bautista Cabrera Ibarz (1896-1916)
- Santos Molina Zurita (1954-1966)
- Ramón Taibo Sienes (1967-1983)
- Arturo Sánchez Galán (1983-1995)
- Carlos López Lozano (dal 1995)